# Anton Ernst Oldofredi
Anton Ernst Oldofredi (Fladerer; Loket, 1906. március 13. – Offenburg, 1982. március 15.) kárpátaljai német mérnök, államtitkár-helyettes, aki a kárpátaljai szojm megválasztott német képviselője volt, de sohasem ülésezett rajta.

## Élete
1929-ben végzett a Prágai Műszaki Egyetemen. 1931-1938 között Szlovákiában és Morvaországban dolgozott agrárintézményeknél. 1935 körül csatlakozott a Kárpátnémet Párthoz. Körmöcbánya-Németpróna vidékén szervezte a pártot. 1936-ban vette fel az Oldofredi nevet, amikor az osztrák Léonce Graf von Oldofredi hivatalosan is adoptálta. Később Franz Karmasin Kárpátaljára küldte az ottani vezetés átvételére. A müncheni egyezményt követően a Német Birodalom (Volksdeutsche Mittelstelle) a helyi német közösség vezetőjének (ném. Volksführer) ismerte el.
Kárpát-Ukrajnában 1939. február 12-én választásokat tartottak, melynek Avgusztin Ivanovics Volosin pártja adta a választási listáját. A németek szövetségében bízva kerülhetett a listára egy román képviselő mellett, Oldofredi is, akit a "kárpátaljai Heinleinnek tartottak". A korábbi autonóm kormány kikiáltotta a függetlenséget, s ő államtitkár-helyettesi megbízást is kapott, de a szojm ülésétől már valószínűleg Hamilkar Hoffmann huszti német konzul utasításai alapján távol maradt.
Kárpátalja megszállását követően Szlovákiában tevékenykedett, mint a Deutscher Aufbaudienst (Önkéntes Német Építőmunkaszolgálat) vezetője. 1945-ben a francia megszállási zónába menekült. A Saar-vidéken telepedett le, s mezőgazdászként tanított, illetve a helyi kormány közgazdasági tanácsadója lett. 1953-ban doktorált a Hohenheimi Egyetemen, 1957-ben az Innsbrucki Egyetemen, 1975-ben pedig a Freiburgi Egyetemen, ahol a kultúrantropológiai tanszék vezetője is volt.